# Trichotheristus heterus
Trichotheristus heterus är en rundmaskart som först beskrevs av Gerlach 1957.  Trichotheristus heterus ingår i släktet Trichotheristus och familjen Monhysteridae. Inga underarter finns listade i Catalogue of Life.